# Castillo de Brodick

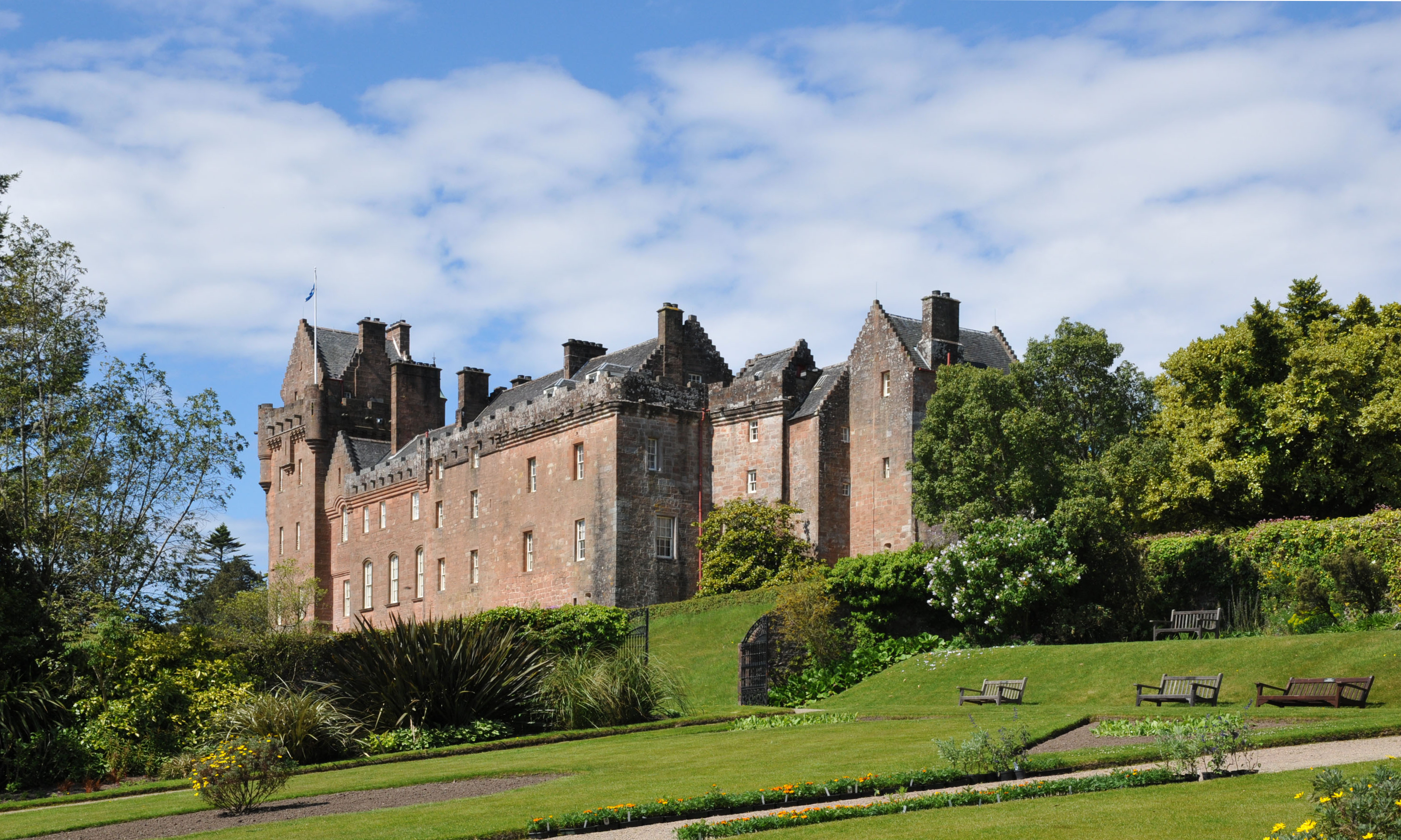
El castillo de Brodick

El castillo de Brodick (en inglés Brodick Castle) es un castillo situado cerca del puerto de Brodick, en la isla de Arran, en el Fiordo de Clyde (Escocia). Fue la sede del Duque de Hamilton, pero en la actualidad es posesión de National Trust for Scotland.

## Historia

### Alta Edad Media
En la zona donde se sitúa el Castillo de Brodick ha existido una fortaleza al menos desde el siglo V, cuando los invasores Escotos llegaron desde Antrim para expandir el reino Dalriada.
En el siglo X aumentó la influencia noruega en la zona, y Arran pasó a formar parte de las denominadas Súðreyjar o "islas meridionales" (las actuales Hébridas Exteriores), administradas bien desde Dublín o desde las Órcadas, y nominalmente bajo control del rey de Noruega. Esta influencia puede notarse aún en algunos de los topónimos de la isla, incluido el propio Brodick, que proviene de Breiðvík ("Bahía ancha"). Esta ubicación parece haber sido relativamente importante durante la Edad Media, debido a su posición estratégica en el fiordo de Clyde.
A mediados del siglo XIII Arran formaba parte del Reino de Mann y las Islas, regido por dos virreyes noruego-escotos, delegados a su vez del rey Haakon IV de Noruega. Alejandro III de Escocia había heredado de su padre el deseo de dominar las islas para establecer su reino, y realizó numerosos intentos infructuosos para lograrlo. En 1262 el jarl o conde de Ross saqueó la isla de Skye con la aprobación del rey de Escocia, y Hákon decidió vengar esta afrenta, por lo que en julio de 1263 partió hacia Escocia con una gran flota. Tras unirse a las flotas de sus virreye y mostrar su poder a lo ancho de las Hébridas, las fuerzas de Hákon anclaron en la Bahía de Lamlash, en Arran, donde se entrevistaron con enviados del rey escocés. Esta embajada no logró su objetivo de apacigar al rey noruego, por lo que comenzó la batalla de Largs, a escasa distancia de Arran en el fiordo de Clyde. Los escoceses salieron victoriosos de la batalla, y las fuerzas noruegas se retiraron de nuevo a Arran, y más tarde a las Órcadas, donde Hákon murió. El consiguiente Tratado de Perth, firmado en 1266, cedió el dominio de las islas a Escocia.

### Interregno y guerras de Independencia
Cuando tanto Alejandro como su heredera, Margarita I de Escocia, murieron prematuramente, el reino de Escocia entró en una etapa turbulenta. En 1291, Eduardo I de Inglaterra fue llamado para elegir al sucesor. El elegido fue Juan de Balliol, quien tuvo que aceptar al rey Eduardo como su soberano. El rey Juan desafió a Eduardo en 1295, al no responder a su petición de ayuda en sus guerras contra Francia. Por ello, Eduardo invadió Escocia, obligando al rey Juan a abdicar. Durante esta etapa, el castillo de Brodick albergó a algunas compañías del ejército inglés. Además, después del periodo que Roberto I de Escocia pasó oculto, tras su derrota en la batalla de Methven, el Castillo de Brodick fue el primero que conquistó en su lucha por reconquistar el país.

### La Edad Moderna: Los Hamilton
En 1406, el castillo quedó gravemente dañado durante un ataque inglés. Daños aún mayores le infligió al edificio Juan de Islay, en 1455. En algún momento después de 1470 el castillo le fue otorgado por Jaime III de Escocia a su cuñado, James Hamilton (primer Lord Hamilton). Su hijo, James Hamilton fue nombrado Conde de Arran en 1503. 
Bajo el dominio de los Hamilton, el castillo fue reconstruido en 1510 con la estructura de una casa torre, aunque sufrió nuevos desperfectos durante el llamado Rough Wooing ("Cortejo violento") de María I Estuardo: el Conde de Lennox atacó el castillo por orden de Enrique VIII de Inglaterra, en venganza por las acciones del segundo conde de Arran, quien había intentado casar a María Estuardo con Francisco II de Francia. El castillo fue reconstruido y ampliado durante esta época.
El castillo de Brodick tampoco escapó a las convulsiones religiosas que afectaron al siglo XVII: en 1639 Escocia se dividió entre el presbiterianismo y el episcopalismo. James Hamilton fue enviado por el rey de Inglaterra para intentar imponer la disolución de la Iglesia de Escocia. Archibald Campbell, Marqués de Argyll, regente de facto de Escocia y líder de la facción presbiterianista, sitió a Hamilton en el castillo de Brodick. La posesión del castillo alternó durante los años siguiente entre Hamilton y Campbell. En 1650, los parlamentaristas de Oliver Cromwell controlaron el castillo y lo extendieron construyendo una batería de artillería para defender el fiordo de Clyde desde esta posición estratégica.
Terminada la guerra, el castillo de Brodick, en posesión de los Hamilton, fue empleado principalmente como residencia de recreo para excursiones de caza. Ya en el siglo XIX se convirtió en la residencia del hijo mayor de Alexander Hamilton (décimo Duque de Hamilton).
En 1844, se llevó a cabo una extensiva labor de reconstrucción y ampliación del castillo, casi triplicando su tamaño, bajo la supervisión del arquitecto James Gillespie Graham. En 1906 la última descendiente de la familia Hamilton se casó con James Graham, sexto Duque de Montrose, de forma que por primera vez en más de quinientos años el castillo dejó de pertenecer a los Hamilton.

### En la actualidad
El castillo y los jardines que lo rodean son actualmente propiedad del National Trust for Scotland. El castillo está abierto al público entre abril y octubre, de 11.00 a. m. a 4.00 p. m.